# Цефпірамід
Цефпірамід — антибіотик з групи цефалоспоринів ІІІ покоління для парентерального застосування.

## Фармакологічні властивості
Цефпірамід — антибіотик широкого спектра дії. Препарат належить до бактерицидних антибіотиків, дія якого полягає в порушенні синтезу клітинної стінки бактерій. Цефпірамід має широкий спектр антимікробної дії, що включає у себе різні аеробні та анаеробні мікроорганізми, як із групи грампозитивних, так і грамнегативних бактерій. Препарат стійкий до дії бета-лактамаз як грампозитивних, так і грамнегативних бактерій.

### Фармакодинаміка
При парентеральному введенні цефпірамід рівномірно розподіляється у тканинах. Препарат накопичується у жовчі, потрапляючи у систему ворітної вени шляхом ентерогепатичної циркуляції. Виводиться з організму із сечею, переважно у незміненому вигляді, а також із калом. Період напіввиведення препарату складає 4,5 години, цей час може збільшуватися при печінковій та нирковій недостатності.

## Показання до застосування
Цефпірамід застосовується при інфекційно-запальних захворюваннях, викликаних чутливими до препарату збудниками: перитоніті, сепсисі, менінгіті, ендокардиті, холециститі та емпіємі жовчного міхура, абсцесі легень, абсцесі нирки, інфікованих ранах та опіках, інфекціях кісток, інфекціях тазових органів.

## Побічна дія
При застосуванні цефпіраміду спостерігаються наступні побічні ефекти:
- Алергічні реакції — часто висипання на шкірі, свербіж шкіри, кропив'янка, гарячка; дуже рідко набряк Квінке, синдром Стівенса-Джонсона, синдром Лаєлла, анафілактичний шок.
- З боку травної системи — нечасто явища диспепсії; дуже рідко псевдомембранозний коліт.
- З боку сечостатевої системи — дуже рідко олігурія, протеїнурія, гематурія, ниркова недостатність.
- Зміни в лабораторних аналізах — нечасто еозинофілія, лейкопенія, нейтропенія, тромбоцитопенія, гранулоцитопенія, апластична анемія, гемолітична анемія, подовження протромбінового часу, гіпопротромбінемія та зниження рівня вітаміну К, підвищення рівня креатиніну і сечовини, підвищення рівня білірубіну, підвищення активності амінотрансфераз і лужної фосфатази.

## Протипокази
Цефпірамід протипоказаний при підвищеній чутливості до β-лактамних антибіотиків, важкій печінковій та нирковій недостатності. З обережністю застосовують при годуванні грудьми, при вагітності, новонародженим дітям. Препарат не рекомендовано застосовувати сумісно із петлевими діуретиками.

## Форми випуску
Цефпірамід випускається у вигляді порошку в флаконах для ін'єкцій по 1.0 г. Станом на 2014 рік в Україні не зареєстрований.